# قاعة شرف العمل
تقع قاعة شرف العمل وزارة العمل الأمريكية في مبنى فرانسيس بيركنز، 200 شارع كونستيتيوشن، شمال غرب، واشنطن العاصمة. وهي نصب تذكاري لتكريم الأمريكيين الذين قدموا مساهمة كبيرة للعمال في بلادهم؛ على سبيل المثال، من خلال تحسين ظروف العمل والأجور ونوعية الحياة.

## خلفية
تم اقتراحها القائمة لأول مرة أثناء رئاسة جون ف. كينيدي عام 1962 كقاعة للمشاهير، وتم افتتاح قاعة الشرف عام 1988. يتم اختيار المكرمين كل عام من قبل لجنة داخل وزارة العمل. تم تكريم جميع هؤلاء بعد وفاتهم باستثناء دولوريس هويرتا التي تم تكريمها عام 2012 والرئيس جوزيف روبينيت بايدن جونيور الذي تم تكريمه عام 2024.
الرئيس بايدن هو أول رئيس على قيد الحياة وأول رئيس حالي يتم تكريمه. تم تنصيب الرئيس ريغان بعد وفاته في عهد إدارة ترامب عام 2018. تم تكريم الرئيس بايدن كجزء من حفل تعيين مزرعة فرانسيس بيركنز في ولاية ماين كمعلم تاريخي وطني بموجب السلطة الممنوحة بموجب قانون الآثار.

## المكرمون
ومن بين المكرمين في هذه القاعة:
- 1989 – سيراس إس. تشينغ
- 1989 – جون ر. كومنز
- 1989 – سامويل غومبرز
- 1989 – جون إل. لويس
- 1989 – جورج ميني
- 1989 – جيمس ميتشل
- 1989 – فرانسيس بيركنز
- 1989 – أ. فيليب راندولف
- 1990 – يوجين فيكتور دبس
- 1990 – هنري جاي كايزر
- 1990 – والتر روثر
- 1990 – روبرت فاغنر
- 1991 – Mary Anderson
- 1991 – فيليب موراي  [لغات أخرى]‏
- 1992 – Sidney Hillman
- 1992 – ماري هاريس جونز
- 1993 – David Dubinsky
- 1994 – جورج دبليو. تايلور
- 1995 – آرثر غولدبرغ
- 1996 – ويليام غرين
- 1997 – ديفيد أ. مورس
- 1998 – سيزار تشافيز
- 1999 – Terence V. Powderly
- 2000 – Joseph A. Beirne
- 2002 – المتأثرين من هجمات 11 سبتمبر
- 2002 – جيمس إي. كيسي
- 2003 – Paul Hall
- 2003 – ميلتون إس. هيرشي
- 2003 – Steve Young
- 2004 – بيتر ماكغواير
- 2004 – هارلي-ديفيدسون: وليام سيلفستر هارلي؛ آرثر ديفيدسون؛ هارلي-ديفيدسون؛ هارلي-ديفيدسون[4]
- 2005 – Robert Wood Johnson
- 2005 – بيتر جي. برينان
- 2006 – تشارلز رودولف والغرين
- 2006 – آل سميث
- 2007 – أدولفوس بوش
- 2007 – William B. Wilson
- 2008 – جون ويلارد ماريوت
- 2008 – ليونارد وودكوك
- 2010 – جاستن دارت جونيور
- 2010 – هيلين كيلر
- 2011 – العاملين في Memphis sanitation strike
- 2012 – الرواد في Farm Worker Movement
- 2012 – آدي إل. وايت
- 2012 – Tony Mazzocchi
- 2012 – Mark Ayers
- 2012 – دولورس هويرتا
- 2013 – بايرد رستن
- 2013 – Esther Peterson
- 2014 – الأمريكيين ذوي الأصول الصينية
- 2015 – إدوارد كينيدي
- 2016 – فرانك كاميني
- 2018 – رونالد ريغان[5]
- 2019 – Howard Jenkins Jr.
- 2020 – روبرت بي. غريفين
- 2022 – العاملون أثناء جائحة فيروس كرورنا
- 2023 – The Bostock Plaintiffs
- 2023 – El Monte Thai Garment Workers
- 2024 - جو بايدن

## انظر ايضا
- ردهة مشاهير

## روابط خارجية
- قاعة الشرف التابعة لوزارة العمل الأمريكية
- تكريم عمال الصرف الصحي في AFSCME في البيت الأبيض، وانضمامهم إلى "قاعة مشاهير العمال"
- وزارة العمل تكرم هارلي